# سوني غروسو
سوني غروسو (بالإنجليزية: Sonny Grosso)‏ هو منتج أفلام وممثل أمريكي، ولد في 1933 في ألمانيا.

## وصلات خارجية
- سوني غروسو على موقع IMDb (الإنجليزية)
- سوني غروسو على موقع ألو سيني (الفرنسية)
- سوني غروسو على موقع أول موفي (الإنجليزية)
- سوني غروسو على موقع قاعدة بيانات الأفلام السويدية (السويدية)
- سوني غروسو على موقع قاعدة بيانات الفيلم (الإنجليزية)
- سوني غروسو على موقع كينوبويسك (الروسية)